# Insecure
Insecure és una sèrie de comèdia nord-americana de 24 episodis d'uns 30 minuts de Melina Matsoukas, Kevin Bray, Debbie Allen i Cecile Emeke.

## Sinopsi
Issa (Issa Rae) i Molly (Ivone Orji) són dos joves amigues negres que viuen el seu dia a dia a la ciutat amb tot el que això implica. Insecure se centra així en les incòmodes experiències per les que les dues han de passar, incloent episodis racialment ofensius. Aquesta nova sèrie compta amb una temàtica similar al treball previ de Rae, especialment amb la seva exitosa sèrie web, titulada The Misadventures Of Awkward Black Girl (Les desventures d'una maldestre noia negra, en espanyol), reconeguda amb el premi Shorty a millor web sèrie. (Sensacine)